# Ngày độc lập: Tái chiến
Ngày độc lập: Tái chiến (tựa gốc: Independence Day: Resurgence) là một phim khoa học viễn tưởng hành động thảm họa của Mỹ năm 2016 do Roland Emmerich đạo diễn, hợp tác viết kịch bản với Dean Devlin, Nicolas Wright, James A. Woods và James Vanderbilt. Đây là phần tiếp nối của phim điện ảnh Independence Day (1996). Phim có sự tham gia của các diễn viên Liam Hemsworth, Jeff Goldblum, Bill Pullman, Maika Monroe, Jessie Usher, Travis Tope, William Fichtner, Charlotte Gainsbourg, Judd Hirsch, Brent Spiner và Sela Ward.